# Gradska knjižnica i čitaonica Vukovar
Gradska knjižnica i čitaonica Vukovar je javna ustanova koja obavlja knjižničnu i informacijsku djelatnost gradske knjižnice u gradu Vukovaru.

## Počeci knjižničarstva u Vukovaru
Grad Vukovar doživio je začetke knjižničarstva već u drugoj polovici 19. stoljeća (1860. godine), kao i većina gradova u Hrvatskoj, jer su tada otvarane prve pučke knjižnice u gradovima i trgovištima. Osnivale su ih udruge građana, a mogli su ih koristiti samo članovi Društva. Naime, u Vukovaru je 1859. godine osnovano Čitateljsko društvo Ressource i utvrđena prva Pravila o radu Društva, objavljena 1860. godine na njemačkom jeziku: Statuten der Vukovarer Ressource Vereins u tiskari Karla Lehmanna u Osijeku. Ova su Pravila tiskana na hrvatskom jeziku u Vukovaru, u tiskari Ernesta Jančika 1895. godine. Članovi Društva bili su ugledni vukovarski građani, a bilo ih je ukupno 250.
Na glavnoj skupštini društva Ressource, održanoj 29. siječnja 1922. godine, na inicijativu članova, Društvo mijenja naziv u Hrvatska čitaonica, a 1923. godine donosi Pravila Hrvatske čitaonice koja tiska 1924. godine u Hrvatskoj dioničkoj tiskari u Vukovaru. Nova su Pravila Hrvatske čitaonice donesena 1934. godine, potvrđena i tiskana 1935. godine u tiskari «Novo doba» u Vukovaru.

## Utemeljenje današnje Knjižnice
Današnja je Knjižnica utemeljena 1947. godine s jednim djelatnikom i početnim fondom od 1116 svezaka. Bila je smještena u centru grada. Već 1961. godine otvara Dječji odjel i postaje matičnom knjižnicom tadašnje općine Vukovar. Godine 1967. otvara ogranak u Borovu naselju s fondom od 2500 svezaka. Za uspjehe u radu više puta dobiva nagradu «Pavao Markovac».
Kako se povećavao fond i organizirali novi odjeli, tako se Knjižnica više puta selila tragajući za odgovarajućim prostorom. Današnji prostor, na Trgu Republike Hrvatske 1, pronašla je 1980. godine i otkupila ga od trgovačkog poduzeća «Velepromet» iz Vukovara. Godine 1990./1991. Gradska knjižnica Vukovar je samostalna, matična knjižnica s 12 djelatnika, ogrankom u Borovu naselju, te s 13 knjižničnih stanica u selima nekadašnje općine Vukovar: Bapska, Opatovac, Šarengrad, Tovarnik, Sotin, Čakovci, Petrovci, Trpinja, Vera, Klisa, Lovas, Bršadin i Bobota. Ukupni knjižni fond iznosi 75.448 svezaka, a zabilježeno je 4431 korisnika (1700 djece i 2731 odraslih).

## Knjižnica za vrijeme Domovinskog rata i nakon reintegracije
Knjižnica je teško oštećena u Domovinskom ratu. Tijekom Domovinskog rata i okupacije Gradska knjižnica Vukovar izgubila je 40% fonda što je nešto više od 30.000 svezaka. Za dugih godina progonstva malo se znalo o Knjižnici i tek nakon završetka procesa mirne reintegracije i vraćanjem Podunavlja i Istočne Slavonije u okvire Republike Hrvatske situacija se mijenja. Integraciju same Knjižnice preuzima Upravni odjel za društvene djelatnosti Poglavarstva grada Vukovara koji već u jesen 1997. godine organizira otvaranje «Mjeseca hrvatske knjige '97.» u Vukovaru, na koje je došlo nekoliko autobusa s knjižničarima iz cijele Hrvatske, što je bio jedan od prvih brojnijih posjeta vukovarskom području.
S intenzivnijim povratkom stanovnika 1998. godine znatno se povećao i broj korisnika pa tako imamo sljedeće pokazatelje: 15. listopada 1997. godine bilo je upisano 378 korisnika; godinu dana kasnije 536; sljedeće, 1999. godine 1183; dok je 2000. godine bilo ukupno 1627 članova Knjižnice. Uređenje Knjižnice započeto 1997. godine nije uspjelo, no zato su uspješno otvorena dva ogranka: jedan u Sotinu, 18. kolovoza 1999. godine, s početnim fondom od 1140 sv. i 80-ak članova; te drugi, u Borovu Naselju, 10. ožujka 2000. godine, s fondom od 3600 sv. i 550 upisanih korisnika do kraja godine.
Budući da je Knjižnica dobila puno donacija od raznih ustanova, institucija iz domovine i inozemstva, kao i od pojedinaca, sveukupni knjižni fond dostigao je broj od 59.584 obrađenih svezaka te još oko 15.000 darovanih svezaka. Ministarstvo kulture Republike Hrvatske izdvojilo je glavninu sredstava za radove na sanaciji i adaptaciji koje u rujnu 2000. godine počinje izvoditi tvrtka «Volko d.o.o.» iz Vukovara. Po novom idejnom rješenju Gradska knjižnica Vukovar ima odvojene prostore za djecu i mladež od odraslih korisnika; tako je u prizemlju Dječji odjel s čitaonicom dječjeg tiska, igraonicom za predškolski uzrast i medijatekom, dok se na katu nalazi Odjel za odrasle s čitaonicom tiska i časopisa, Studijski odjel, višenamjenski prostor za programe i akcije te prostorije za obradu, spremište, računovodstvo i ravnatelja. Ukupno je predviđeno 25 računala: 9 za djelatnike i 16 za korisnike.
Utorak, 8. svibnja 2001. godine, ostat će trajno zabilježen kao poseban dan za Gradsku knjižnicu Vukovar i sve njezine djelatnike. Naime, toga je dana svečano otvorena obnovljena i uređena Knjižnica koja se tek tada, nakon 1991. godine, uistinu ponovno mogla smatrati knjižnicom.

## Gradska knjižnica danas
Gradska knjižnica i čitaonica Vukovar djeluje kroz 3 odjela :
- Dječji odjel - s igraonicom, namijenjen je djeci predškolskog i osnovnoškolskog uzrasta
- Odjel za odrasle - Knjižni fond čini hrvatska književnost, sve strane književnosti prevedene na hrvatski jezik, knjige na stranim jezicima te velik broj stručnih knjiga iz svih područja ljudskog znanja, a posebno izdvajamo: popularnu psihologiju i medicinu, knjige iz područja informatike, pedagogije, literaturu s političkom, povijesnom, zavičajnom te tematikom Domovinskog rata
- Studijski odjel - Studijski odjel različitim oblicima djelovanja pruža usluge ponajprije srednjoškolcima, studentima, znanstvenicima, ali i ostalim korisnicima svih dobnih i obrazovnih skupina. Ovdje je smještena rijetka i vrijedna građa koja u sebi obuhvaća općeznanstveni fond iz svih područja ljudskog znanja i stvaralaštva

Knjižnica je dio mreže knjižnica koje koriste UNIX inačicu programske aplikacije CROLIST, te su povezane s bazom Nacionalne i sveučilišne knjižnice Zagreb.

## Gradska knjižnica Vukovar – Odjel za mlade „Spajalica“
Najnoviji odjel gradske knjižnice Vukovar nastao na temelju prekogranične suradnje sa susjednom Bosnom i Hercegovinom. Namjenjen je provedbi aktivnosti i projekata mladih koji u suvremeno opremljenom prostoru i tehnologijom koja odgovara potrebama suvremenog knjižničarstva mogu imati radionice, audio vizuelne projekte, posuditi lektiru, razmjenjivati iskustva, besplatno koristiti internet, igrati društvene igre.
Ovaj prostor takodjer je namjenjem za književne i ne književne susrete, radionice, parlaonice te za kvizove i art izložbe.
Odjel ima ima zadatak poticati čitanje, razvijati informacijsku pismenost te nastoji pružiti potporu za cjeloživotno učenje.

## Američki kutak
Američki kutak u Gradskoj knjižnici Vukovar otvoren je 19. ožujka 2013. godine kao 5. u Hrvatskoj,  a otvorio ga je Kenneth Merten, tadanji veleposlanik SAD-a u Republici Hrvatskoj. U Američkom kutku Vukovar smješteno je oko 2000 knjiga, časopisa, glazbenih CD-a, Playaway knjiga te DVD-a. Tematski je ACVu podijeljen u dva dijela: Bussiness and Learning Part, te Fun and Leisure Part. Građu kojom raspolaže Američki kutak Vukovar moguće je pogledati putem mrežnoga kataloga Gradske knjižnice Vukovar na međumrežnoj stranici Gradske knjižnice.
"American Corners" ili Američki kutci su male knjižnice uređene u američkom stilu, osnovane kako bi povećale uzajamno razumijevanje između Republike Hrvatske i Sjedinjenih Američkih Država, pružajući razne oblike informacija o SAD - o njihovoj povijesti, znanosti, kulturi, narodu, pravnom i političkom sustavu, trgovini, studiranju i radu u SAD. Informacije su namijenjene širokom krugu ljudi, jednako specijalistima kao i onima koji trebaju opću informaciju.

## Ogranci
- Središnja knjižnica u Vukovaru - Trg Republike Hrvatske 1
- Ogranak Borovo Naselje - Ulica Domovinskog rata 1 (Tržni centar u B. Naselju)
- Ogranak Sotin          - Ulica dr. Franje Tuđmana 20
- Ogranak Lovas          - Kralja Tomislava 13
- Stacionar u Domu umirovljenika Vukovar, Šibenska 14

## Vanjske poveznice
- Službena stranica gradske knjižnice i čitaonice Vukovar